# Minna Bahnson
Minna Johanna Henriette Bahnson (* 12. März 1866 in Altona; † 2. Mai 1947 in Bremen) war eine deutsche Frauenrechtlerin und Politikerin  der DDP.

## Biografie
Bahnson war die jüngste der vier Töchter des Kaufmanns Friedrich Drenkhahn. Sie besuchte eine  Höhere Töchterschule in Altona. Sie verbrachte einige Zeit im westpreußischen Marienwerder. 1896 heiratete sie den späteren Oberbaurat Karl Erasmus Bahnson (1862–1944), Sohn des Hamburger Gymnasiallehrers Franz Wilhelm Viborg Bahnson (1826–1919). 1903 zogen beide nach Bremen. Kinderlos konnte sie sich frauenpolitischen Problemen widmen und sie hatte erste Kontakte zum Vorstand des 1894 gegründeten Bundes Deutscher Frauenvereine (BDF).
Bahnson wurde 1903 Mitglied des Vorstandes des Verbandes Norddeutscher Frauenvereine. Im selben Jahr ließ sie sich zur Schriftführerin im Frauen-Erwerbs- und Ausbildungsverein (FEAV) in Bremen wählen. 1904 trat sie in die neugegründete  Ortsgruppe des Verbandes für Frauenstimmrecht ein.
1906 gründete sie mit Auguste Kirchhoff den Verein Mütter- und Säuglingsheim und eröffnete drei Häuser für ledige Mütter und deren Kinder.
1908 übernahm sie von Ottilie Hoffmann die von ihr bisher wahrgenommene Aufgabe, zwischen dem FEAV und dem BDF die Kontakte zu pflegen. Im 1910 gebildeten Frauenstadtbund wirkte sie mit. 1915 gründete sie mit Auguste Kirchhoff und Helene Neesen den Bremer Hausfrauenverein.
1919 trat Bahnson der DDP bei, die sie 1919/20 verfassunggebenden Bremer Nationalversammlung vertrat. 1920 wurde sie in die Bremische Bürgerschaft gewählt und sie war in der Deputation für Gesundheit und Schulen, in verschiedenen Kommissionen und in den Ausschüssen für Grund- und Gebäudesteuer, für eine Straßenbahnlinie, für das Wohlfahrtswesen und für das Pflegeamt tätig. Sie setzte sich ein für die Sozialpolitik und für die Gleichberechtigung der Frauen, z. B. bei der Vertretung in Körperschaften des öffentlichen Rechts und den Organen der Selbstverwaltung. Dabei hatte sie eine konservative Orientierung.
Im Kampf gegen die reglementierte Prostitution vertrat sie 1926 erfolgreich die Forderung der Bremer Frauenbewegung, die Helenenstraße, als eine der Prostitution dienende Straße, abzuschaffen.
Mit dem Pastor der St. Stephanikirche in Bremen Gustav Greiffenhagen hatte sie 1935 ein Positionspapier über die „Grundlagen der evangelischen Kirche“ erarbeitet und der Ersten Bremischen Bekenntnissynode vorgelegt. In der Zeit des Nationalsozialismus arbeitete sie im Kirchenkreis um Elisabeth Forck, Tusnelde Forck, Maria Schröder, Hedwig Baudert, Anna Dittrich und Magdalene Thimme zusammen. Sie war eine der bedeutenden Frauen in der Bremer Frauenbewegung.
Nach dem Zweiten Weltkrieg trat sie in die Bremer Demokratische Volkspartei ein. 

### Ehrungen
- Der Minna-Bahnson-Weg im Bremer Stadtteil Kattenturm wurde am 30. Juli 1968 durch Senatsbeschluss nach ihr benannt.

## Werke
- Ist es wünschenswert, daß der § 3 aus den Satzungen des Deutschen Verbandes für Frauenstimmrecht gestrichen wird? Bremen [1912]. (Digitalisat und Volltext im Deutschen Textarchiv)